# غوسين (نييغاتا)
مدينة غوسين (بالإنجليزية: Gosen)‏ هي أحد المدن التابعة لمحافظة نييغاتا. تأسست رسميًا في 01/01/2006. ويقدر عدد سكانها بـ 55936 نسمة حسب تقدير مكتب الإحصاء الياباني لعام 2012. تبلغ مساحة غوسين 351.87 كم2. بكثافة سكانية تبلغ 159 نسمة/كم2.

## أعلام
- يوشيفومي كوندو
- كازويا تسوروماكي